# تايلر ميزوجوتشي
تايلر ميزوجوتشي (بالإنجليزية: Tyler Mizoguchi)‏ هو لاعب جمباز فني أمريكي، ولد في 14 نوفمبر 1989 في هيوستن في الولايات المتحدة.

## وصلات خارجية
- تايلر ميزوجوتشي على موقع الاتحاد الدولي للجمباز (biography) (الإنجليزية)
- تايلر ميزوجوتشي على موقع الاتحاد الأمريكي للجمباز (الإنجليزية)